# SuperDraco
Il SuperDraco è un motore a razzo ipergolico progettato e assemblato da SpaceX. Fa parte della famiglia di razzi Draco. Ogni capsula Dragon V2 sarà dotata di otto propulsori, fornendo un sistema tollerante ai guasti per essere usato come launch escape system e per l'atterraggio.
Il SuperDraco utilizza propellente ipergolico in modo da poter essere acceso anche mesi dopo il lancio.
Il motore sarà usato per il trasporto di equipaggi verso l'orbita bassa, ed è anche programmato di utilizzarlo per il controllo del rientro e atterraggio del Red Dragon robotic probe su Marte.
Il SuperDraco è stato utilizzato anche sul DragonFly, un prototipo riutilizzabile per i test a bassa quota di abbandono del lancio e di atterraggio. Nonostante il motore sia in grado di produrre fino a 73 kN, durante i test del DragonFly la spinta viene limitata a 68,170 kN per garantire la stabilità del veicolo.

## Storia
Il 1º febbraio 2012 la SpaceX annuncia la conclusione della progettazione di un nuovo e più potente motore a reazione ipergolico, chiamato SuperDraco. Questo potente motore ipergolico è 200 volte più potente del Draco, nonostante ciò la spinta può comunque essere variata con precisione e come il Draco originale è progettato per essere riacceso più volte. Gli otto motori di una capsula hanno i serbatoi in comune, come dei normali motori RCS. Il suo scopo principale sarà quello di LES della capsula Dragon. Secondo un comunicato della NASA, il motore riesce a raggiungere la spinta massima in 100 ms. Durante un abbandono del lancio gli otto motori si accendono per 5 secondi alla massima potenza. Lo sviluppo del motore è stato parzialmente finanziato dalla NASA nell'ambito del programma CCDev 2

## Descrizione tecnica
Il motore SuperDraco utilizza propellente ipergolico costituito da monometilidrazina come propellente e tetraossido di diazoto come ossidante. Hanno la capacità di essere accesi più volte e possono controllare con precisione la spinta durante l'atterraggio della capsula Dragon.
Il SuperDraco è il terzo motore più potente prodotto da SpaceX, è approssimativamente 200 volte più potente del Draco e due volte il Kestrel, motore del secondo stadio del Falcon 1; ma sviluppa un nono della potenza di un Merlin 1D.
Oltre all'uso per gli atterraggi, l'Ames Research Center sta studiando la possibilità di impiegare il SuperDraco per una sonda derivata dal Dragon che sarà spedita su Marte. Analisi preliminari nel 2011 hanno indicato che il motore possa fornire il delta-V necessario.
Il motore è progettato per variare la spinta dal 20 al 100%, questa capacità sarà sfruttata durante gli atterraggi di precisione della capsula Dragon 2.

### Specifiche tecniche
- Propellente: NTO/MMH[4]
- Spinta massima (nel vuoto): 73 kN[9]
- Pressione nella camera di combustione: 6900 Pa[1]
- Impulso specifico: 253 s[9]
- Tempo di accensione: 25 s[10]

## Test del motore

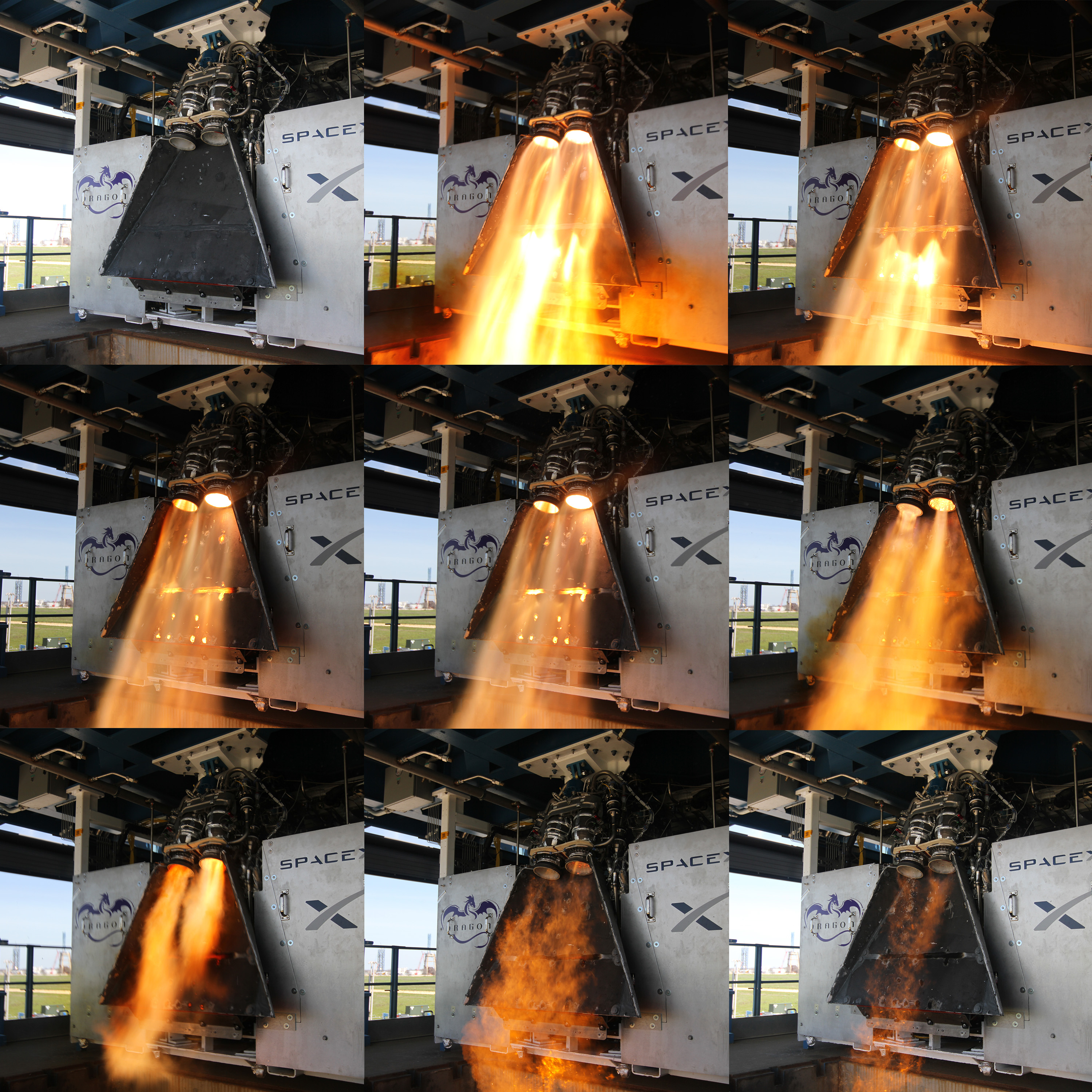
Sequenza di un test di accensione.

Il programma di sviluppo del SuperDraco è costituito da un set completo di test spalmati in vari anni. Prima dell'inizio dei test in volo i prototipi sono stati accessi a terra 58 volte, per 117 secondi l'uno. SpaceX si è mostrata speranzosa sul fatto che i motori abbiano performance superiori a quanto previsto.
Una seconda versione del motore è stata prodotta nel 2013, questa volta usando la stampa 3D invece della classica colata. I test per questo modello si conclusero a luglio 2014, i prototipi erano rimasti accesi 300 s l'uno, completando con successo il test di qualificazione nel maggio 2014, insieme ad una serie di test "che includevano una grande varietà di condizioni come brevi accensioni multiple e altre prolungate, flussi di carburante e temperature anormali".
Nel gennaio 2015, la SpaceX ha dimostrato che l'alloggiamento dei motori funziona correttamente alla base McGregor, Texas. Quattro di questi alloggiamenti saranno utilizzati sulla capsula Dragon 2, ognuno contenente due motori.
Nell'aprile 2015, la SpaceX e la NASA decisero di compiere un test di abbandono del lancio sulla rampa per testare il motore. Il test è avvenuto il 6 maggio 2015, con un prototipo (il DragonFly), dal complesso di lancio 40 della Cape Canaveral Air Force Station e fu un successo.

## Produzione
Il 5 settembre 2013 Elon Musk condivise su Twitter un'immagine della camera di combustione a raffreddamento rigenerativo del SuperDraco appena stampata da una stampante 3D EOS, indicando che il pezzo è formato dalla superlega Inconel. In seguito fu anche annunciato che questa sarebbe stata la tecnica standard per la produzione del SuperDraco.
Nel maggio 2014 fu annunciato che la versione operativa del motore era stata completamente stampata, rendendo il SuperDraco il primo motore a razzo interamente realizzato con la tecnica della stampa 3D. In particolare la camera di combustione è stampata usando Inconel, una lega di nichel e ferro, usando un metodo chiamato direct metal laser sintering. Il motore è protetto da una carlinga, anche essa stampata, per prevenire la propagazione dei danni in caso di un guasto ad un motore. Il motore completò i test di qualificazione nel maggio 2014 ed programmato che svolga la prima missione orbitale nel 2015 o 2016.
La capacità di stampare in 3D parti complesse è la chiave per raggiungere gli obbiettivi di leggerezza del motore. Secondo Elon Musk: "è un motore molto complesso, ed è difficile forgiare tutti i canali di raffreddamento, la testa dell'iniettore e il meccanismo di controllo della spinta. Riuscire a stampare leghe avanzate ad alta resistenza... è stato cruciale per creare il motore SuperDraco così com'è."
Il processo di stampa 3D del motore riduce drasticamente i tempi rispetto alle parti prodotte in maniera tradizionale, inoltre "possiede una maggiore resistenza, duttilità e resistenza alle fratture, con una variabilità minore nelle caratteristiche dei materiali".
Sempre secondo Musk, il risparmio dovuto alla stampa 3D è significativo, in particolare perché SpaceX può stampare un pezzo a forma di clessidra la cui parete è interamente costituita da canali di raffreddamento, cosa impossibile senza la lavorazione additiva.